# Petites écoles de Port-Royal

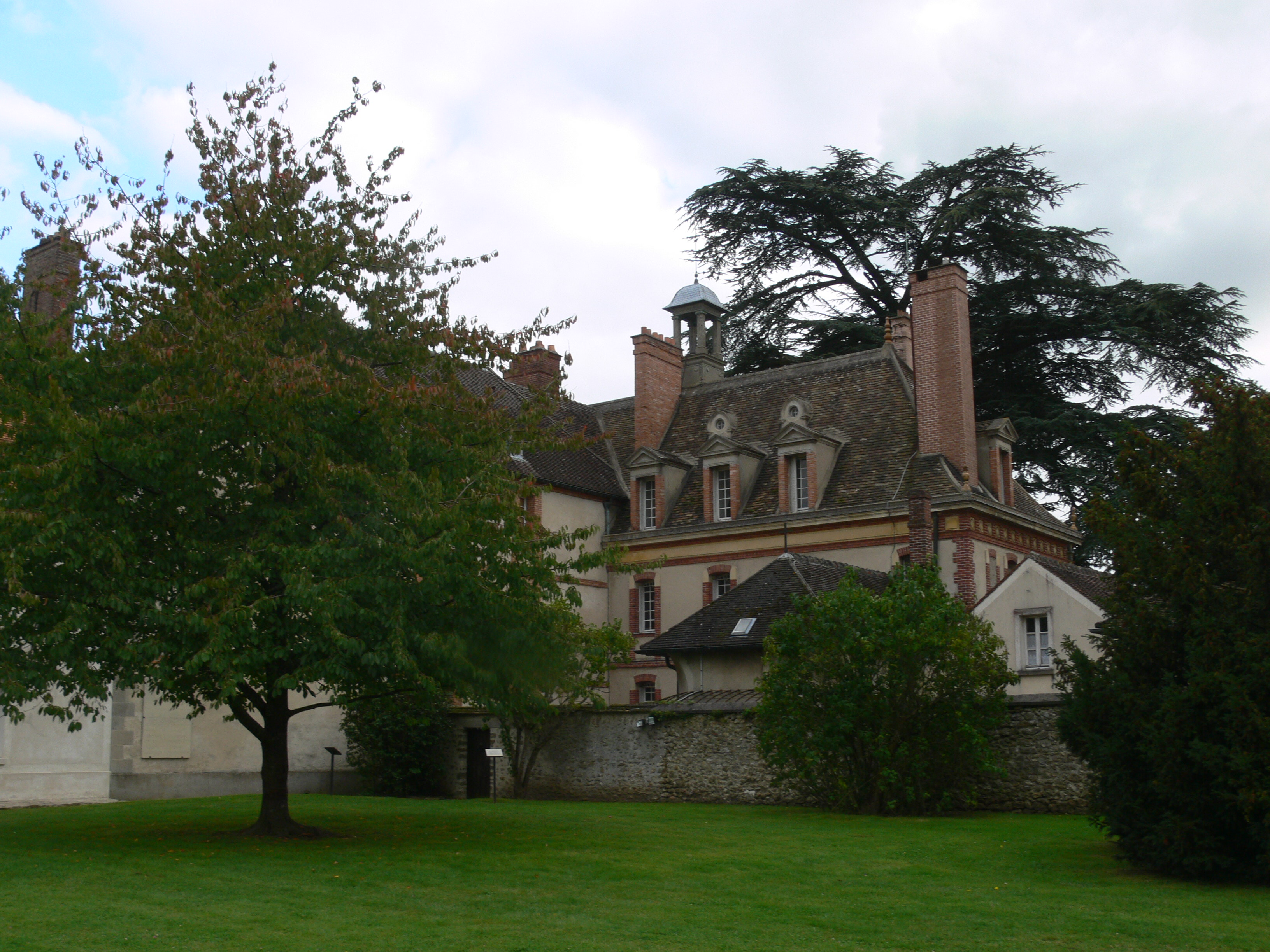
Construção de Port-Royal que abrigava as Petites écoles no século XVII (antes de sofrer ampliação no século XIX, vista na foto). Atualmente, lá está localizado o museu existente no local.

Petites écoles de Port-Royal (em português:  Escolinhas de Port-Royal) eram escolas que utilizavam um sistema de ensino estabelecido em 1637 pelos intelectuais que se reuniram em Port-Royal-des-Champs na metade do século XVII no auge da controvérsia Jansenista. Elas funcionaram até 1660.

## Contexto
O mosteiro de Port-Royal des Champs foi mais ou menos abandonado em favor do de Paris (por razões sanitárias: o local estava infestado de malária ) quando em 1637 Jean Duvergier de Hauranne, abade de Saint-Cyran, decidiu criar no local uma escola para cerca de trinta crianças, sob a direção de um padre amigo, Antoine Singlin. Esta escola coexiste com os Solitários, esses intelectuais ou pessoas do mundo que decidiram se aposentar para melhorar sua vida espiritual. Muitos deles ensinam crianças.
Os professores encarregaram-se de pequenos grupos (nunca mais de 25 crianças) e estabeleceram uma relação professor-aluno muito estreita, mas ao mesmo tempo baseada na confiança e na admiração. A disciplina é severa, mas as muitas instruções de ensino mostram uma preocupação real com a psicologia (mesmo que o termo seja anacrônico) da criança.
A qualidade intelectual dos professores fez das Pequenas Escolas de Port-Royal um local de excelência intelectual, mas também um local de experimentação pedagógica e de normalização da língua. Os professores elaboraram uma nova forma de ensino, baseada na língua francesa e não mais no latim, que foi revolucionária para a época. Assim, eles se destacam do sistema educacional dos jesuítas, que ensinam latim em grande parte, mesmo quando os jovens estudantes não dominavam o idioma. Os resultados à época mostraram-se excepcionais, embora exigisse mais dos professores.
As pequenas escolas tiveram como alunos um dos maiores dramaturgos da história da França, Jean Racine, cuja vida foi particularmente marcada pela educação recebida em Port-Royal, em 1655 - 1666 . O economista Pierre Le Pesant de Boisguilbert também estudou lá. Os professores que ensinavam aos alunos também estavam entre os maiores intelectuais de seu tempo:
- Blaise Pascal, que escreve um novo método para ensinar crianças a ler
- Claude Lancelot, que escreveu o famoso Grammaire de Port-Royal, um texto normativo fundamental para a língua francesa.
- Pierre Nicole, moralista e lógico
- Jean Hamon, médico e latinista

## Estudantes e professores

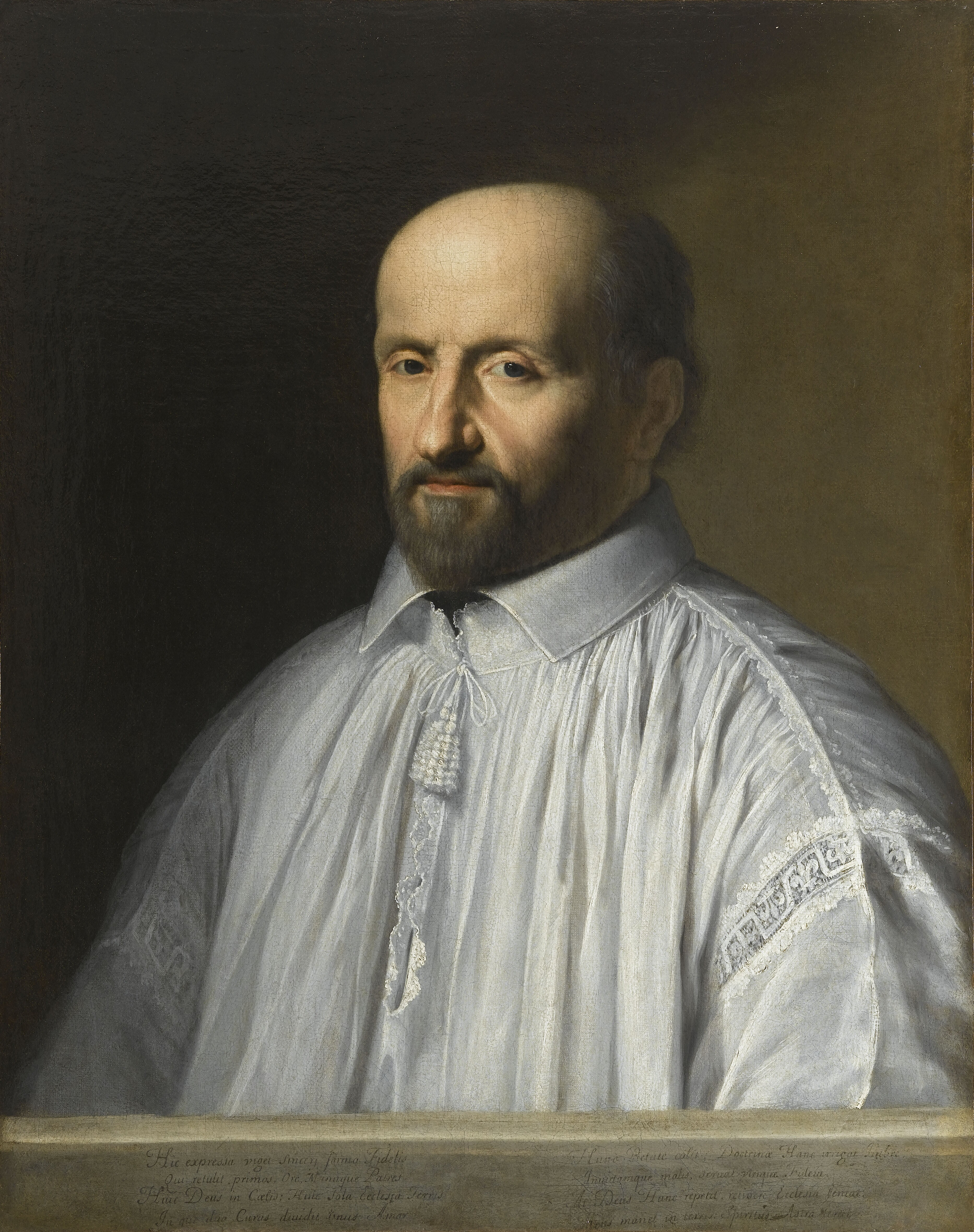
Jean Duvergier de Hauranne (Saint-Cyran)
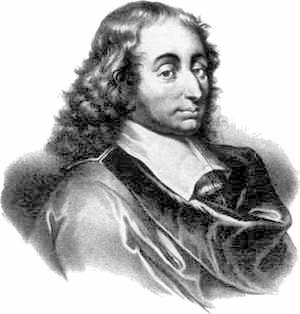
Blaise Pascal
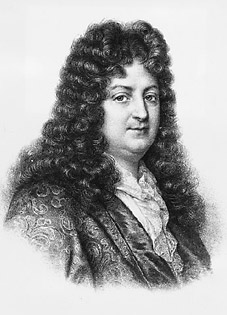
Jean Racine
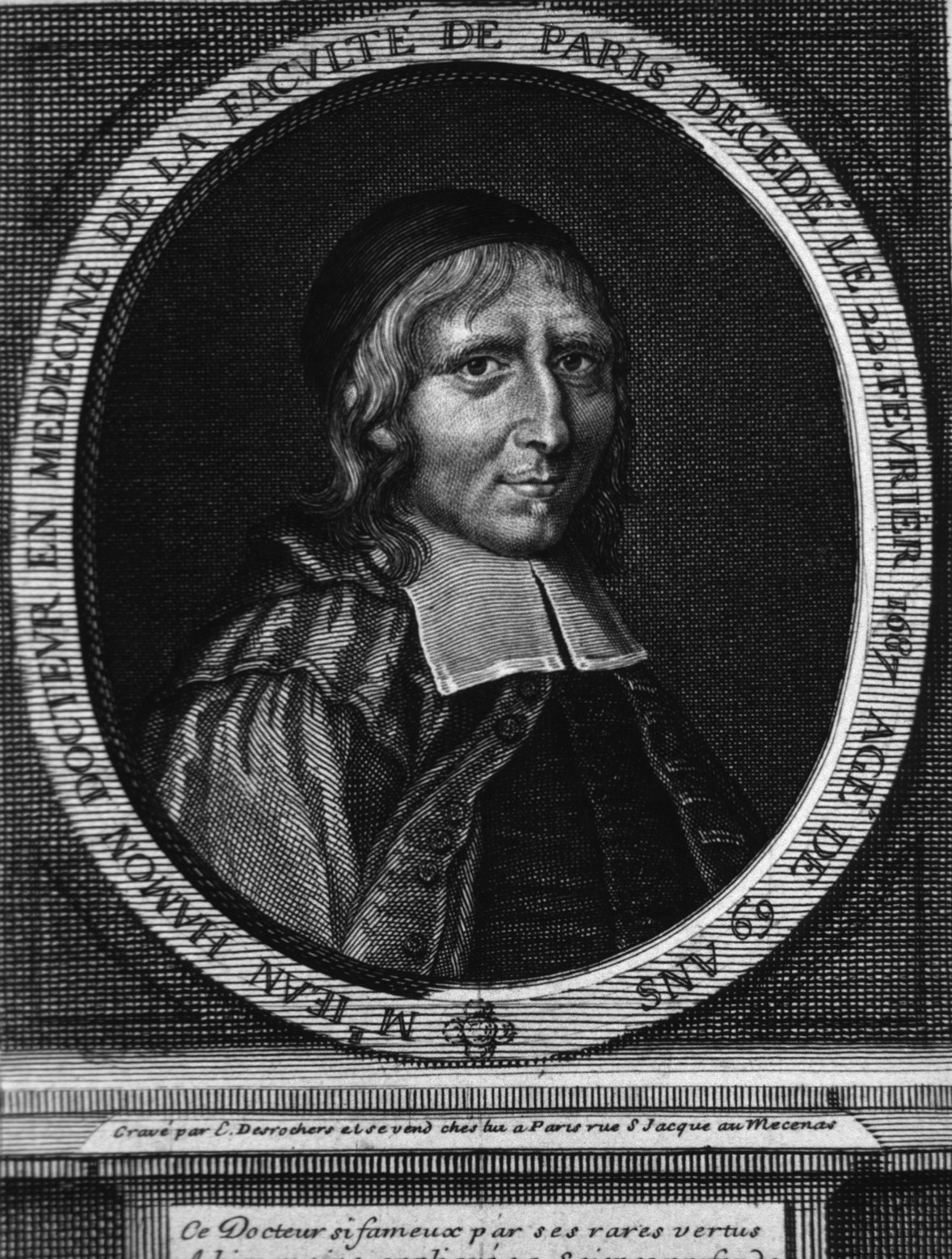
Jean Hamon

Jean Racine foi aluno de 1655 a 1666. Outro aluno destacado foi o economista Pierre Le Pesant de Boisguilbert.
Seus professors estavam entre os maiores intelectuais da época:
- Blaise Pascal, que escreveu um novo método para ensinar as crianças a ler
- Claude Lancelot, que escreveu a famosa Grammaire de Port-Royal, texto fundacional para a normalização da língua francesa
- Pierre Nicole, filósofo moral e lógico
- Jean Hamon, médico e classicista